# Кек, Вильгельм
Вильгельм Кек (нем. Wilhelm Keck; 7 июля 1841, Кништедт, ныне в составе Зальцгиттера — 20 июля 1900, Ганновер) — немецкий инженер, исследователь в области графической статики и строительной механики.
Окончил гимназию в Хильдесхайме, в 1858—1862 гг. изучал инженерное дело в Ганноверской политехнической школе, затем работал в Нидерландах на постройке мостов. В 1865 г. вернулся в Ганновер на службу в государственном дорожном управлении. С 1870 г. преподавал механику в своей alma mater.
В разработке статики он является талантливым последователем создателя этой науки Кульмана. Он задался целью изложить графическую статику, не прибегая к геометрии, которой пользуется Кульман; следствием этого стало его сочинение «Entwickelung von Fundamentalsätzen der Culmann’schen graphischen Statik» (Ганновер, 1870), сделавшее эту науку доступной для большого числа лиц и содействовавшее распространению её практического применения. Этому примеру последовали последующие наиболее интересные авторы (Баушингер, Мор, Мюллер-Бреслау). Труды Кека по строительной механике преимущественно помещены в «Zeitschrift des Hannoverschen Architekten- und Ingenieur- Vereins», редактором этого издания он был с 1875 года. Его «Лекции по теории упругости» «Vorträge über Elastizitätslehre als Grundlage für die Festigkeits-Berechnung der Bauwerke» (Ганновер, 1893) принадлежали к числу лучших учебников своего времени по этому предмету.